# پنگیران سیراجا
پنگیران سیراجا (به لاتین: Pengiran Siraja Muda Delima Satu) یک منطقهٔ مسکونی در برونئی است که در بندر سری بگاوان واقع شده‌است.